# Xuçand
Xuçand  (in tagico Хуҷанд?), anche traslitterata come Khujand, Khudzhand o Chudžand, in russo Худжанд?, è la seconda città del Tagikistan. Sorge sulle sponde del fiume Syr Darya alla bocca della valle di Fergana. Ha una popolazione di 181 600 abitanti (censimento del 2019). È capitale della provincia più settentrionale del Tagikistan, ora chiamata Suǧd (Sogdiana).  Vi si trova l'Aeroporto di Chujand.

## Storia
Gli autori classici affermano che Alessandro il Macedone fondò un insediamento greco vicino al sito dell'attuale città nel 329 a.C. e chiamò la città Alessandria Eschate ma non sono stati trovati reperti archeologici del periodo greco.
Nel Medioevo la città fu sotto il dominio persiano e la sua storia si ricollega a quella persiana. 
La città fu distrutta dagli Arabi nell'VIII secolo e resistette strenuamente agli attacchi dell'impero mongolo cinque secoli dopo. Nel 1866 l'Asia centrale fu occupata dall'impero russo che spostò i confini persiani molto più a sud.

## Denominazione
Durante il periodo sovietico venne rinominata Leninābād o  Leninobod (Ленинобод) il 27 ottobre 1939 e nel 1992, col crollo dell'Unione Sovietica, ha riacquistato il proprio nome originario.